# Bot salvavides

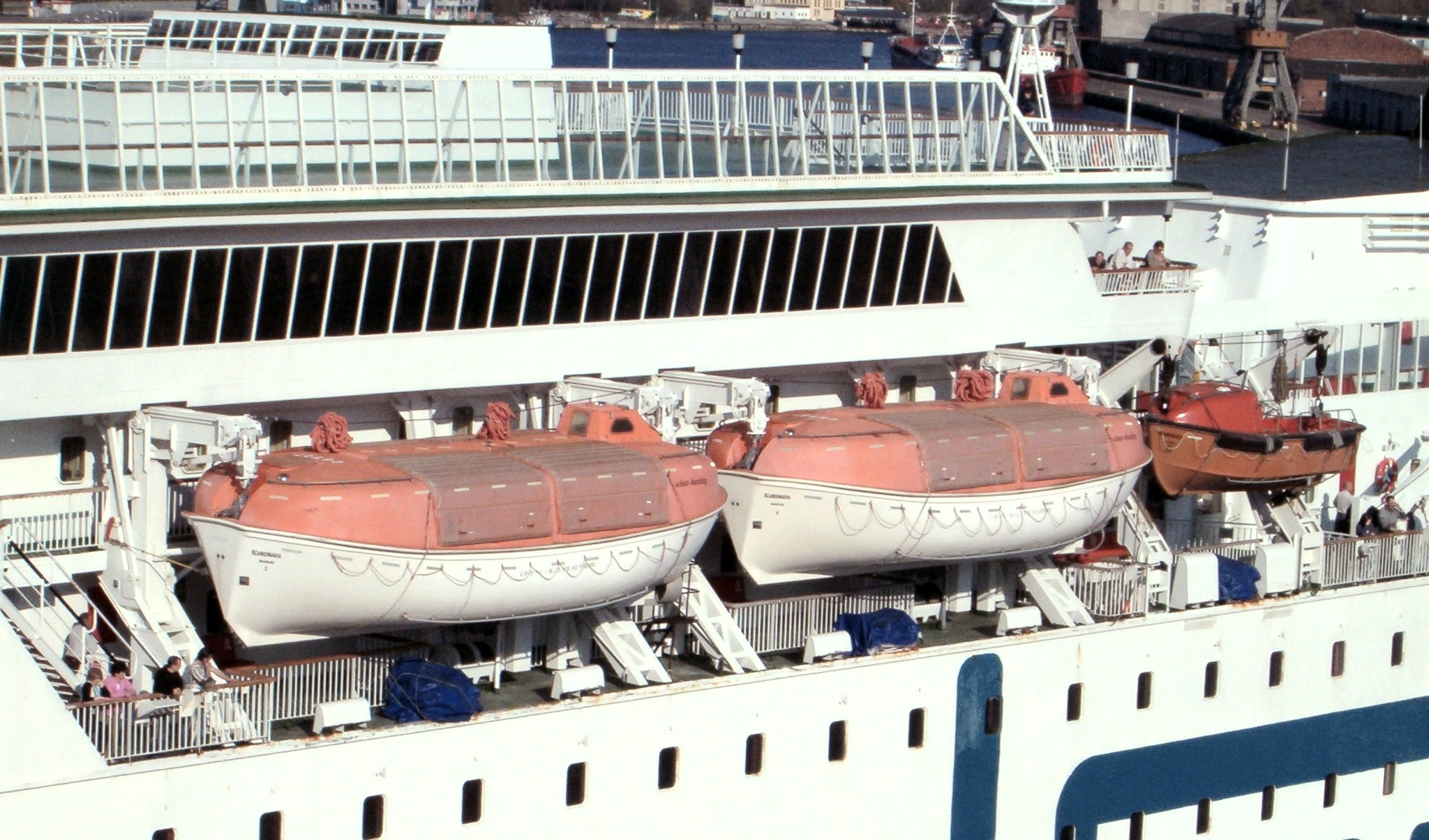
Bots salvavides en un vaixell de passatgers, el FS Scandinavia

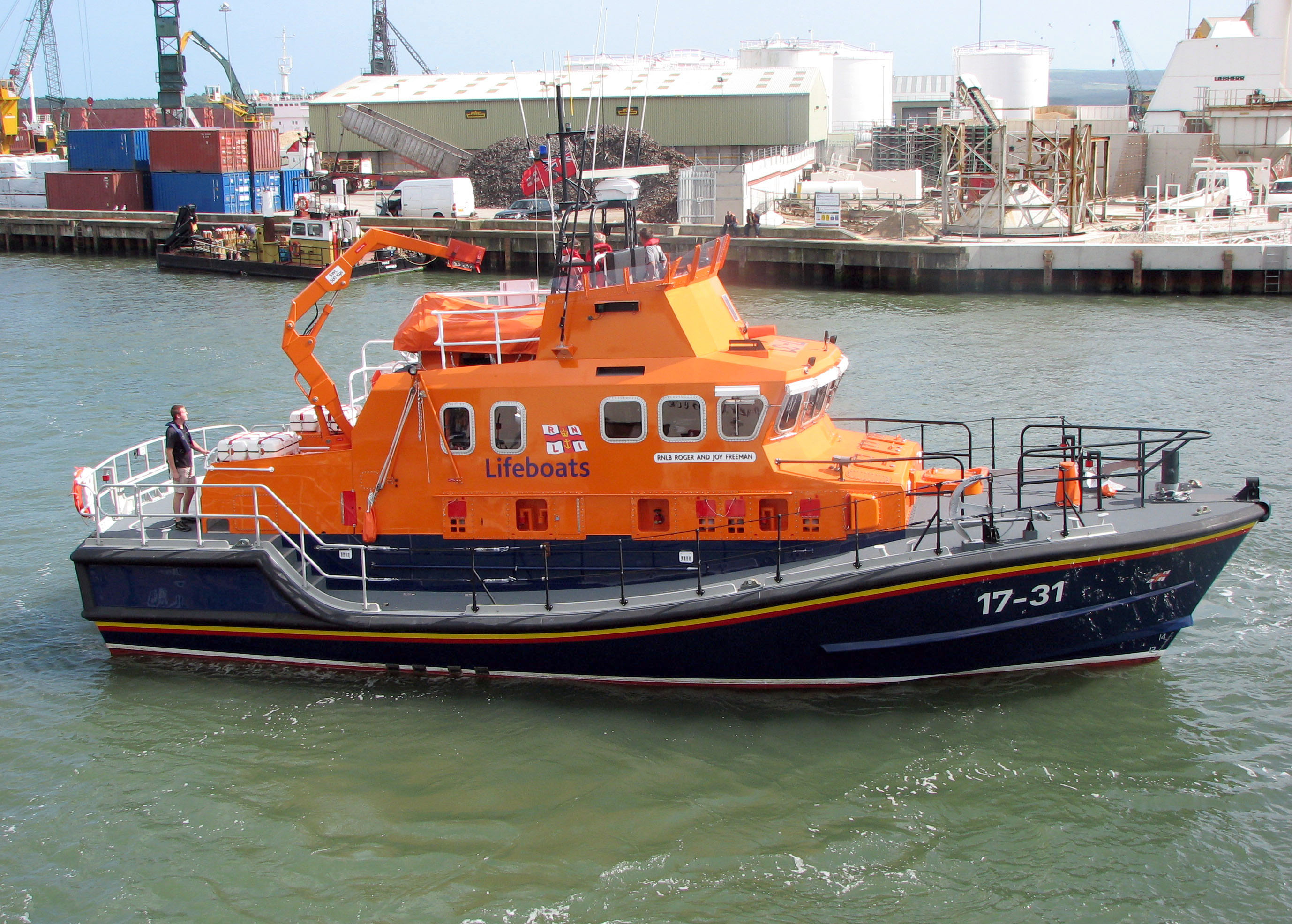
Bot salvavides classe Severn a Poole Harbour, Dorset, Anglaterra, el major tipus de bot salvavides britànic, amb 17 m de llarg

Un bot salvavides és un bot rígid o inflable dissenyat per salvar les vides de les persones en cas de problemes al mar. El terme s'aplica tant als bots que es mantenen en port o a prop d'aquest, usats per auxiliar a un vaixell que tingui problemes, així com els bots portats per vaixells més grans, que permeten al passatge i la tripulació escapar en cas d'emergència. El primer bot especialitzat a salvar vides va ser provat al riu Tyne el 29 de gener de 1790.
Un exemple d'un bot salvavides primitiu és el Landguard Fort Lifeboat de 1821, dissenyat per Richard Hall Gower. Els bots salvavides inflables poden estar equipats amb ampolles de diòxid de carboni o bombes mecàniques per facilitar-ne ompliment. D'aquesta manera, un mecanisme infla ràpidament el bot, alhora que l'allibera del vaixell mare. Els avions comercials estan obligats a portar bots salvavides inflables en cas d'un amaratge d'emergència. També es tenen per casos d'emergència a les plataformes petrolieres i similars.